# 't Is weer voorbij die mooie zomer (album)
't Is weer voorbij die mooie zomer is een verzamelalbum van Gerard Cox. De compact disc werd in 1988 uitgegeven waarbij het voor veel nummers voor het eerst was dat ze op cd verschenen. Platenmaatschappij CBS (later Sony Music) bracht de cd uit in de serie Memory Pop Shop, voor cd’s in het midprice segment. Net als bij de meeste andere verzamel-lp’s en -cd’s van Cox lag de nadruk op zijn werk uit zijn CBS-periode dat ruwweg de eerste helft van de jaren ‘70 beslaat. De tracklisting komt grotendeels overeen met die van Cox’ andere verzamelaars. De meeste liedjes op deze cd waren covers.  

## Muziek
| Nr. | Titel                                                              | Duur |
| --- | ------------------------------------------------------------------ | ---- |
| 1.  | 't Is weer voorbij die mooie zomer (City of New Orleans)           | 4.30 |
| 2.  | Morgen wordt het beter (New World in the Morning)                  | 2.37 |
| 3.  | Wim (Vincent)                                                      | 4.19 |
| 4.  | Je moet je verdriet verbijten (Ca Va Pas Changer Le Monde)         | 3.32 |
| 5.  | Die goeie ouwe tijd (A La Santé d’Hier)                            | 3.31 |
| 6.  | Voor mijn dochtertje (A Ma Fille)                                  | 3.42 |
| 7.  | Ik kom d'r al weer aardig overheen (I’m Gonna Make It All The Way) | 3.13 |
| 8.  | 1948 (Toen was geluk heel gewoon) (Alone Again Naturally)          | 3.47 |
| 9.  | Romeo en Julio                                                     | 3.33 |
| 10. | Samen op de Charloise Lagedijk (Alabama Rain)                      | 2.51 |
| 11. | Dans op die ouwe manier (The old fashioned way)                    | 2.30 |
| 12. | Allemaal zijn we kapitalisten (Légende de la Nonne)                | 2.44 |
| 13. | Airport song (Airport Song)                                        | 3.21 |
| 14. | Als ik in je hart kon kijken (If you could read my mind)           | 3.35 |
| 15. | Droeve Lisa (Sad Lisa)                                             | 3.33 |
| 16. | Wat jammer toch dat alles altijd overgaat                          | 2.23 |
| 17. | Jij en ik tegen de rest (You and Me Against the World)             | 3.38 |
| 18. | Bejaardentehuis (Rue St. Vincent)                                  | 3.13 |
| 19. | Coen                                                               | 0.38 |